# Mejrirok
Mejrirok är en ö i Marshallöarna.   Den ligger i kommunen Jaluit, i den södra delen av Marshallöarna, 250 km sydväst om huvudstaden Majuro. Arean är 0,26 kvadratkilometer.
Terrängen på Mejrirok är mycket platt. Öns högsta punkt är 12 meter över havet. Den sträcker sig 1,0 kilometer i nord-sydlig riktning, och 0,5 kilometer i öst-västlig riktning.